# Chris Klein (acteur)
Pour les articles homonymes, voir Klein et Chris Klein.
Frederick Christopher Klein, dit Chris Klein, est un acteur américain, né le 14 mars 1979 à Hinsdale, Illinois (États-Unis). Il est connu pour avoir tenu le rôle de Chris Ostreicher, dit Oz, un adolescent de la série American Pie.

## Biographie
Chris Klein est remarqué au lycée par le réalisateur Alexander Payne, qui lui propose un rôle dans L'Arriviste.
Il joue par la suite dans les films Un été sur terre en 2000, Trop, c'est trop ! et American Pie 2 en 2001, réalisé par James B. Rogers (en).
Il passe des comédies aux films d'action et de guerre en prenant le premier rôle de Rollerball de John McTiernan en 2002, puis en jouant dans Nous étions soldats de Randall Wallace.
En avril 2011, il signe un contrat pour rejouer Chris "Oz" Ostreicher dans American Pie 4, réalisé par Jon Hurwitz et Hayden Schlossberg.
En 2015 il épouse sa compagne de longue date, Laina Rose Thyfault.
Le 23 juillet 2016, il devient père pour la première fois d'un petit garçon, Frederick Easton. En mai 2018, le couple accueille son deuxième enfant, une fille, Isla Rose Klein.

## Filmographie

### Cinéma
| Année | Titre                                                   | Rôle(s)               | Réalisateur(s)                    |
| ----- | ------------------------------------------------------- | --------------------- | --------------------------------- |
| 1999  | L'arriviste                                             | Paul Metzler          | Alexander Payne                   |
| 1999  | American Pie                                            | Chris "Oz" Ostreicher | Chris Weitz et Paul Weitz         |
| 2000  | Un été sur terre                                        | Kelvin 'Kelley' Morse | Mark Piznarski                    |
| 2001  | Trop, c'est trop !                                      | Gilbert Noble         | James B. Rogers (en)              |
| 2001  | American Pie 2                                          | Chris "Oz" Ostreicher | James B. Rogers (en)              |
| 2002  | Rollerball                                              | Jonathan Cross        | John McTiernan                    |
| 2002  | Nous étions soldats                                     | Jack Geoghegan        | Randall Wallace                   |
| 2003  | The United States of Leland                             | Allen Harris          | Matthew Ryan Hoge                 |
| 2005  | Just Friends                                            | Dusty Lee Dinkleman   | Roger Kumble                      |
| 2005  | The Long Weekend                                        | Cooper Waxman         | Pat Holden                        |
| 2006  | American Dreamz                                         | William Williams      | Paul Weitz                        |
| 2006  | Lenexa, 1 Mile                                          | Andy Lausier          | Jason Wiles                       |
| 2007  | The Good Life                                           | Tad Tokas             | Steve Berra                       |
| 2007  | Day Zero                                                | George Rifkin         | Bryan Gunnar Cole                 |
| 2007  | New York City Serenade                                  | Ray                   |                                   |
| 2008  | Hank and Mike                                           | Conrad Hubriss        | Matthiew Klinck                   |
| 2009  | Street Fighter: The Legend of Chun-Li                   | Charlie Nash          | Andrzej Bartkowiak                |
| 2009  | Mon père et ses 6 veuves (The Six Wives of Henry Lefay) | Stevie                | Howard Gould                      |
| 2009  | Play Dead                                               | Ronnie Reno           | Jason Wiles                       |
| 2009  | Caught in the Crossfire (en)                            | Briggs                |                                   |
| 2010  | The Wild Bunch                                          |                       | Gaëtan Brizzi et Paul Brizzi      |
| 2012  | American Pie 4                                          | Chris "Oz" Ostreicher | Jon Hurwitz et Hayden Schlossberg |
| 2025  | Fear Street: Prom Queen                                 | Dan Falconer          | Matt Palmer                       |

### Télévision
- 2002 : The Electric Playground (un épisode)
- 2006 : American Dad! : Gary/Rick (voix)
- 2007 : The Valley of Light : Noah
- 2008 : Welcome to The Captain : Marty Tanner	5 épisodes
- 2010 : Bailey et Stark : Dep. Chief George Jenkins
- 2011-2014 : Wilfred : Drew
- 2012 : Franklin and Bash : Tommy Dale
- 2012 : Raising Hope : Brad	(un épisode)
- 2012 : Tron : La Révolte : Dash (voix)
- 2015 : Motive : Brad Calgrove (un épisode)
- 2015 : Les Dommages du Passé (Damaged) : Sam Luck (téléfilm)
- 2016 : Idiotsitter : Himself/DJ Doghead (un épisode)
- 2016 : The Grinder : Benji (un épisode)
- 2018-2019 : Flash : Orlin Dwyer / Cicada
- 2020- : À l'ombre des Magnolias : Bill Townsend

## Voix françaises
| - François Huin dans : - American Pie - Un été sur Terre - American Pie 2 - Rollerball - Damien Ferrette dans : - Un long week-end - Motive (série télévisée) - À l'ombre des Magnolias (série télévisée) | - Rémi Bichet dans : - American Pie 4 - Raising Hope (série télévisée) - Flash (série télévisée) et aussi - Adrien Antoine dans Trop, c'est trop ! - Julien Sibre dans The United States of Leland - Franck Lorrain dans American Dreamz |